# Лан (округ)
Лан (фр. Laon) — округ (фр. Arrondissement) во Франции, один из округов в регионе О-де-Франс. Департамент округа — Эна. Супрефектура — Лан.
Население округа на 2018 год составляло 156 123 человека. Плотность населения составляет 71 чел./км². Площадь округа составляет 2 193 км².

## Состав
Кантоны округа Лан (с 1 января 2017 года):
- Вик-сюр-Эн (частично)
- Вильнёв-сюр-Эн
- Лан-1
- Лан-2
- Марль (частично)
- Тернье
- Шони

Кантоны округа Лан (с 22 марта 2015 года по 31 декабря 2016 года):
- Вервен (частично)
- Вик-сюр-Эн (частично)
- Гиньикур
- Лан-1
- Лан-2
- Марль (частично)
- Тернье
- Фер-ан-Тарденуа (частично)
- Шони

Кантоны округа Лан (до 22 марта 2015 года):
- Анизи-ле-Шато
- Краон
- Креси-сюр-Сер
- Куси-ле-Шато-Офрик
- Ла-Фер
- Лан-Север
- Лан-Юг
- Марль
- Нёшатель-сюр-Эн
- Розуа-сюр-Сер
- Сиссон
- Тернье
- Шони